# Айю (река)
Айю (Ай, Ай-Ю) — река в России, протекает по Республике Коми. Устье реки находится в 6 км по правому берегу реки Лэпъю. Длина реки составляет 13 км.
Система водного объекта: Лопь-Ю → Маджа → Вычегда → Северная Двина → Белое море.
Образуется от слияния рек Большая Ай и Малая Ай.

## Данные водного реестра
По данным государственного водного реестра России относится к Двинско-Печорскому бассейновому округу, водохозяйственный участок реки — Вычегда от истока до города Сыктывкар, речной подбассейн реки — Вычегда. Речной бассейн реки — Северная Двина.
Код объекта в государственном водном реестре — 03020200112103000018402.